# (5496) 1973 NA
(5496) 1973 NA è un asteroide Apollo areosecante. Scoperto il 4 luglio 1973, dall'astronoma statunitense Eleanor Francis Helin presso l'Osservatorio di Monte Palomar in California, questo asteroide near-Earth presenta un'orbita caratterizzata da un semiasse maggiore pari a 2,435 UA e da un'eccentricità di 0,63596, inclinata di 67,99755° rispetto all'eclittica. (5496) 1973 NA presenta un'inclinazione inusualmente elevata ed è stato ritenuto in passato il resto del corpo progenitore delle Quadrantidi.